# Піт Пюнт
Пітер "Піт" Пюнт (нід. Pieter "Piet" Punt, 6 лютого 1909, Фійнарт — 5 липня 1973, Дордрехт) — нідерландський футболіст, що грав на позиції захисника, за клуб «Дордрехт», а також національну збірну Нідерландів.

## Клубна кар'єра
У футболі відомий виступами у команді «Дордрехт», кольори якої і захищав протягом усієї своєї кар'єри гравця, провівши близько 350 матчів. Його син Піт Пюнт-молодший також був легендою «Дордрехта», провівши у цій команді всю свою кар'єру.

## Виступи за збірну
1937 року дебютував в офіційних матчах у складі національної збірної Нідерландів. Протягом кар'єри у національній команді, яка тривала 2 роки, провів у її формі 1 матч кваліфікації на ЧС-1938 проти Люксембургу (4-0).
Був присутній в заявці збірної на чемпіонаті світу 1938 року у Франції, але на поле не виходив.
Помер 5 липня 1973 року на 65-му році життя у місті Дордрехт.